# Ахмет Хулки Сарал
Ахмет Хулки Сарал (на турски: Ahmet Hulki Saral) е турски офицер, генерал, военен историк.

## Биография
Роден е в 1905 година в македонското кожанско село Софулар, Османската империя, днес Капнохори, Гърция. Баща му е Ходжа Исмаил Хаки ефенди, военен имам на 97-и полк на Османската армия. Ахмет Хулки Сарал завършва Турската военна академия в 1924 година като офицер от пехотата. В 1933 година завършва образованието си като щабен втори лейтенант и служи в различни военни единици като щабен офицер. Между 1948 и 1950 година, той е началник-щаб на Дарданелската укрепена зона. После командва 42-ри пехотен полк и по-късно, повишен в генерал, командва 4-та пехотна дивизия в Галиполи.
В 1957 година му е възложена реорганизацията на Военния музей в Истанбул и командването на прочутия османски военен оркестър „Мехтер“. В годините 1958 – 1960 служи като началник на Историческия отдел в Генералния щаб. Пенсионира се в 1960 година.